# The Court of the Crimson King
The Court of the Crimson King (в переводе с англ. — «Двор алого короля») — пятый и последний трек с дебютного альбома In The Court Of The Crimson King британской прогрессив-рок-группы King Crimson. Выпущенный как сингл, он достиг 80-го места в чарте Billboard Hot 100, став единственным синглом группы, попавшим в Hot 100.

## Звучание
В композиции преобладает характерный повторяющийся рифф из четырех тактов, исполняемый на меллотроне. Основная часть песни разделена на четыре куплета, разделенные инструментальной частью под названием «The Return of the Fire Witch». Кульминация песни наступает на седьмой минуте, но после паузы она продолжается короткой инструментальной интерлюдией «The Dance of the Puppets», а затем заканчивается репризой главной темы. Музыка была написана Иэном Макдональдом, а тексты песен - Питером Синфилдом.
Cashbox сказал, что «Необычные лирические образы и инструментальное воздействие в сочетании с гипнотизмом «Jude» должны вывести группу на путь прорыва». Record World назвал это «тяжелым хард-роковым произведением с некоторыми стильными джазовыми обертонами».

## Трек-лист
| №  | Название                                | Длительность |
| -- | --------------------------------------- | ------------ |
| 1. | «The Court of the Crimson King, Part 1» | 3:22         |
| 2. | «The Court of the Crimson King, Part 2» | 4:30         |

| №  | Название                                                | Длительность |
| -- | ------------------------------------------------------- | ------------ |
| 1. | «The Court of the Crimson King, Part 1» (Short Version) | 2:18         |
| 2. | «The Court of the Crimson King, Part 1» (Long Version)  | 3:22         |

## Участники записи
- Роберт Фрипп — гитара
- Иэн Макдональд — меллотрон, флейта, фисгармония[4], клавесин, бэк-вокал
- Грег Лейк — бас-гитара, ведущий и бэк-вокал
- Майкл Джайлз — ударные, перкуссия, бэк-вокал
- Питер Синфилд — тексты песен

## Чарты
| Чарт (1970)             | Позиция |
| ----------------------- | ------- |
| США (Billboard Hot 100) | 80      |